# یوگا

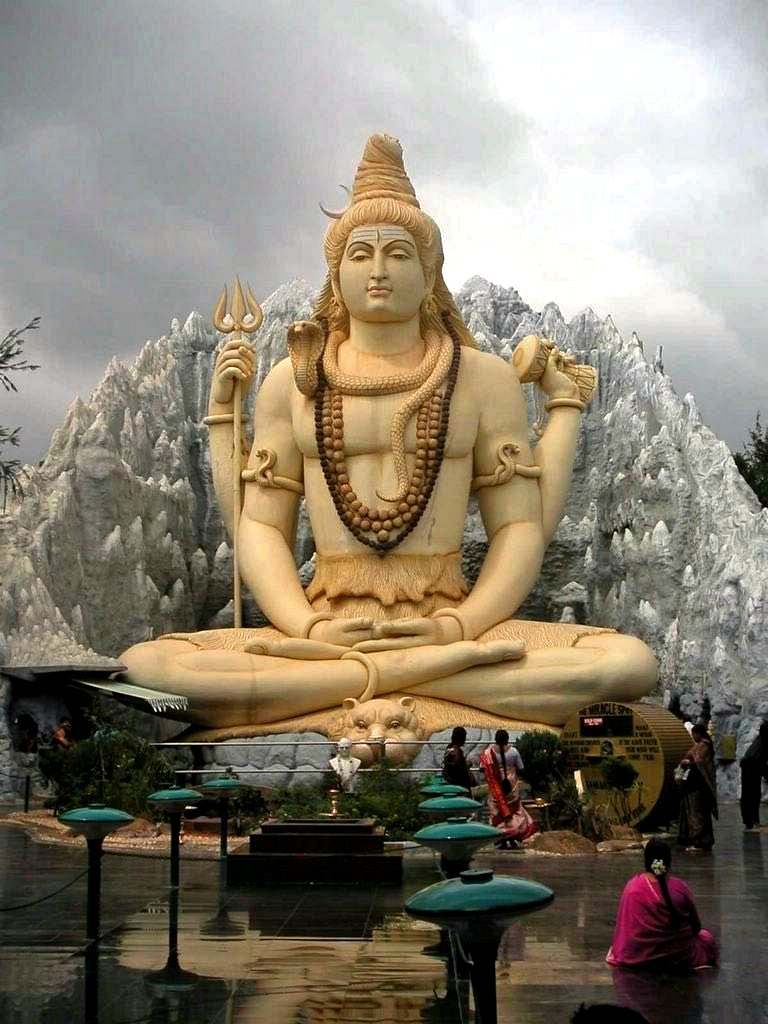
پیکرهٔ شیوا (نام یکی از خدایان هند) که در حال تعمق (مدیتیشن) یوگا است.

یوگا (‎i‎/ˈjoʊɡə/‎; سانسکریت: योग، ت. «yoke' or 'union» تلفظ به صورت [jo:ɡɐ]) مجموعه‌ای از تمریناتِ جسمی، ذهنی و روحانی است و ریشه در هند باستان دارد. کلمه یوگا به معنای اتحاد است. هدفِ یوگا، رام و آرام‌کردنِ ذهن (سونیاتا) با درکِ آگاهیِ شاهد و جداشده‌ای است که تحتِ تأثیرِ ذهن (چیتا) و رنجِ دنیوی (دوکا) قرار نمی‌گیرد. یوگا در هندوئیسم، بودیسم و جینیسم دارای طیفِ گسترده‌ای از مکاتب، تمرینات و اهداف است و یوگای سنتی و مدرن در سراسر جهان تمرین می‌شود. حرکات بدنی یوگا نقش به سزایی در سلامتی و خواص فراوانی برای بدن انسان دارد. انعطاف بدن را نیز بالا می‌برد. 

## پیرامون واژه
واژه Yoga در اصل از واژهٔ «یوج» (Yuj) در زبان سانسکریت که به معنی یکپارچه‌سازی و یگانگی آمده‌است. واژهٔ «یوج» با واژگان «یک» و «یگانه» در فارسی خویشاوند است. برخی نیز باور دارند که Yoga از واژهٔ پارسی «یوغ» گرفته شده‌است. آنان (آریایی‌ها) برای شخم زدن گاوها را به یوغ (اوستایی: یَوگ، (به هم بستن)، سنسکریت: یوگا) می‌بستند. یوگی به مرد یوگا کار و یوگینی به زن یوگا کار گفته می‌شود.

## رژیم غذایی در یوگا
رژیم غذایی در سلامت انسان بسیار اهمیت دارد. در یوگا سه نوع رژیم غذایی وجود دارد که عبارتند از: راجاسی، تاماسی و ساتویک
رژیم غذایی راجاسی شامل غذاهای غیر گیاهی و پر انرژی می‌باشد. رژیم غذایی تاماسی ترکیبی از راجاسی و ساتویک می‌باشد. به این معنا که غذاهای غیر گیاهی و گیاهی و البته پرادویه. این رژیم غذایی افراد را کم حوصله و پرخاشگر می‌کند. در شرایط ایده آل یکی باید غذای دیگری را آماده کند. کل آماده سازی غذا باید به مانند تمرین یا مراقبه ذهنی انجام پذیرد. سعی در حالت شاد یا آواز خواندن و عطف به مثبت بودن ذهن در هنگام آماده سازی غذا حائز اهمیت است. 
یک وعده غذای ساتویک باید شامل مواد تازه، تمییز، فصلی و محلی باشد. رژیم یوگی به طور کلی شامل تمام غلات، سبزیجات خام یا تازه پخته شده، سبزی، و شیر می شود. میوه، میوه های تازه و خشک، لوبیا و حبوبات، کره و شیر خالص ارگانیک نیز در این زنجیره قرار دارند. همه ی این ها سبک هستند و به آسانی هضم می شوند. چنین تغذیه ای سرزندگی و انرژی، قدرت بدنی، سیستم ایمنی و سلامت را می افزایند. رژیم غذایی ساتویک گیاهی است و برای چاشنی آن از کمی ادویه هم استفاده می‌شود. این رژیم غذایی مورد توصیه یوگی‌ها می‌باشد. این رژیم غذایی گوارشی آسان را به ارمغان می‌آورد. احساس سبکی و تعادل به وجود می‌آید و تعادل هورمونی بدن در حد مطلوب نگه داشته می‌شود.

## شناسه و تعریف
یوگا از طرفی به معنای «کنترل کردن» آمده‌ است و در آن صورت یوگا را می‌توان علم کنترل امواج فکر و ذهن و علم مهار قوای ذهن به منظور تسلطی همه‌ جانبه بر توان بالقوه خود دانست. در این صورت به این دانش «روش» که همان کنترل قوای بدن و فکر است تأکید می‌شود. با توجه به چنین درکی، یوگا، در کتاب شاندیلیوپانیشاد (Shandilyopanishad)، این‌گونه تعریف شده‌است: «یوگا عبارت است از کنترل امواج ذهنی.» از طرف دیگر می‌توان یوگا را به معنای نظاره کردن و مشاهده، در نظر گرفت که در نتیجه یوگا علم نظاره خود و خودشناسی است. بدین ترتیب غایت این دانش آشکار می‌شود؛ یعنی واقع شدن در طبیعت اصیل خویش و شکافتن تمامی پوشش‌های نفسانی. بر همین اساس در باگاواد گیتا (Bhagavad gita) اوج یوگا، رویت ذات درونی از طریق ذهن پاک و خالص شده توصیف شده‌است، و سرانجام یوگا را به معنی «وصل و یکی شدن» نیز ترجمه کرده‌اند که در آن صورت غرض از انجام تمرینات یوگا آشکار و هویدا می‌شود. به این معنا، یوگا عبارت است از عملکرد هماهنگ قوای فردی و اتحاد قوای ذهنی (Chitta shakti) با قوای حیاتی بدن و حواس (Prana shakti) که منجر به تلخیص انرژی، توسعه آگاهی و در نهایت اتحاد با آگاهی متعال خواهد شد؛ بنابراین تصور، در رودرایا مالاتانترا (Rudrayamatantra) گفته شده: «یک یوگی، فقط در اتحاد با آگاهی متعال، به تجربه یوگا نایل می‌گردد.» بدین ترتیب هر کدام از معانی واژه یوگا، قسمتی از این معرفت عمیق باطنی را آشکار می‌سازد و اختلاف ذاتی در میان آن‌ها دیده نمی‌شود.

## چیستی
یوگا دارای ابعاد فلسفی و در عین حال کاربردی می‌باشد. به گفته کارشناسان این ورزش، فلسفه یوگا با روح درونی انسان، گیتی و چگونگی ارتباط و پیوستگی این دو سروکار دارد. تمرینات یوگا می‌تواند روح انسان را تقویت کند و آن را به آفریننده جهان هستی نزدیکتر کند، تا بدین صورت انسان از لحاظ روحی، درک بیشتری به خود و خدای خود داشته باشد.
یوگا شناختی مستقیم و بی واسطه از ژرفای هستی خویش و هماهنگی با قوانین طبیعت است. این معرفت شهودی در پی سلوکی پیگیر و عشقی صادقانه حاصل می‌شود. در پی این سلوک، فرد تسلطی همه‌جانبه بر قوای تن، احساسات و افکار خود پیدا می‌کند؛ و در نهایت می‌تواند خود را از حیطه تغییرات احساسی و نگرانیهای فکری فراتر برده، در عمق قلب خود قرار یابد، جایی که تلاطمات فکری و محیط خارجی قادر نیست تأثیری بر آن داشته باشد. در مورد واژه «یوگا اختلافاتی دیده می‌شود، و آن را به معانی: «اتحاد و وصال»، «رؤیت و نظاره» و «کنترل و به زیر یوغ آوردن» به کار برده‌اند. نه تنها در مورد ریشه واژه یوگا اختلافاتی دیده می‌شود، بلکه در تعاریف و توضیحات مشروحی که دربارهٔ یوگا در متون گوناگون آمده نیز تفاوت‌هایی وجود دارد. این در حالی است که متون کهن و مختلف یوگا، تعاریف متنوع یکدیگر را تأیید کرده‌اند؛ ولی در واقع هیچ تعریف مشترکی پیرامون این تجربه عمیق ارائه نشده‌است. ظاهراً در اکثر موارد، زاویه دید اساتیدی که یوگا را تعریف کرده‌اند با یکدیگر متفاوت بوده‌ است.
یوگا تعریفی از یک گروه محدودی از تمرینات یا حالت معینی نیست، بلکه بیشتر اشاره به مجموعه‌ای از فنون، از ساده تا بسیار پیشرفته، و احوال باطنی مختلف و در واقع یک سیر و سلوک کامل دارد.
روشن‌بینان و دانایان بسیاری، به ویژه در هند، در پس سال‌ها تزکیه نفس و مراقبه‌ های ژرف، حالاتی متفاوت از آگاهی را کشف و تجربه کرده‌اند. مجموعه این حالات و فنون و تعالیمی که برای درک و وصول به این احوال توسط آن مردان خردمند طراحی و دریافت شد «یوگا» خوانده می‌شود.
هر کدام از این خردمندان، جنبه‌های خاصی از این معرفت گسترده را مورد توجه قرار داده و براساس آن تعریفی ارائه کرده‌اند. البته این تعاریف از هم بیگانه نیستند. آن‌ها تماماً در حول خودشناسی و بالا بردن توان فردی و توسعه آگاهی متمرکز می‌باشند؛ ولی برخی روش این علم، بعضی دیگر غرض از اجرای این فنون و افرادی نیز غایت این تعالیم را توصیف و تشریح کرده‌اند؛ بنابراین برای درک بهتر از این معرفت گسترده و نه چندان روشن، بهتر است که این تعابیر مختلف را در کنار هم گذاشته و از همه آن‌ها بهره ببریم.

## پیشینه
به لحاظ تاریخی می‌توان سیر تحولات یوگا را در پنج مرحله بررسی کرد:
1. عصر ودایی
2. دوران پیش از کلاسیک
3. دوران کلاسیک
4. دوران بعد از کلاسیک
5. دوران مدرن

### دوران ودایی (۴۰۰۰ تا ۲۰۰۰ پ. م)
هر چند در این دوران مستقیماً از واژه یوگا نشانی نمی‌یابیم، ولی پنداره‌های قابل استنادی در متون ودایی یافت می‌شود. منظور از متون ودایی چهار جنگ کهن به نام‌های زیر است:
1. ریگ‌ودا
2. ساما ودا
3. یاجور ودا
4. آتاروا ودا

در واقع کهن‌ترین متون مکتوب و ادبیات بشری همین کتاب‌ها هستند. طی تحقیقات باستان شناختی در دو دهه اخیر سرآغاز تمدن در هند از هفت هزار سال پیش از میلاد از ناحیه‌ای نزدیک به دهکده مهرگر (Mehrgarh) آغاز شده است و در هزاره سوم پیش از میلاد منجر به ساخته شدن شهرهای بزرگ و مهمی مثل موهنجو دارو(Mohenjo daro) هاراپا (Harappa) و دلاویرا(Dholavira) شد. این تمدن از شرق گنگ به طرف افغانستان و از ایران به سوی بمبئی توسعه یافت. این تمدن کهن را عموماً به نام تمدن ساراسواتی (Sarasvati) می‌شناسند. طبق نگرش‌های ودایی شعور ناب و وجود متعال که خالق هستی از روی عشق و مهر بوده است «وداها» را به نوع بشر آموخت تا چگونگی زیستن در همسویی با قوانین در ما حفظ شود. به این معنا وداها در قلب خود مفهوم یوگا را دربردارد هر چند که تنها از طریق واژگانی چون تاپا (Tapah) در این دوران به یوگای اصطلاحی نزدیک می‌شویم.
برای درک بهتر و کامل «وداها» ریشی‌ها، ودانگا (Vedanga) را به منظور فهم و استفاده از وداها ارائه کردند. آنگا(Anga) به معنای شاخه و بخش است پس ودانگا یعنی اجزاء و شاخه‌های ودا که شامل موارد زیر می‌شود.
- Kalpa
- Shiksha
- Vyakarana
- Nirukta
- Jyotisha
- Chandas

از طرفی زمینهٔ دیگری از آموزشهای ودایی به نام اوپاودا (Upaveda) نیز به منظور استفاده کاربردی از وداها شکل گرفت که شامل موارد زیر بود.
- Ayurveda (طب ودایی)
- Dhanur Veda (ورزش رزمی ودایی)
- Sthapatya Veda (معماری ودایی)
- Gandharva Veda (موسیقی ودایی)

### دوران پیش از کلاسیک (۲۰۰۰ تا ۳۰۰ پ. م)
متون اوپانیشاد (Upanishad) و نهایتاً باگاواد گیتا (Bhagavad Gita) از دستاوردهای والای این دوران است. در این دوران به صراحت واژه یوگا و ابعاد عملی یوگا قابل بررسی است. مهم‌ترین پیام این دوران شناسایی آتما و برهما و طریق همسویی بین آن دو از طریق سلوک و معرفت است. از دیگر دستاوردهای مهم این دوران طبقه‌بندی سه‌گانه آگاهی بشری و امکان استقرار و یگانگی در آگاهی(Chatur Avasthanam) یکپارچه است.

### دوران کلاسیک (۳۰۰ پ.م. تا ۱۰۰۰ میلادی)
در این دوران خلاصه و زبده تمام آموزه‌های یوگایی تا آن زمان در متنی به نام یوگا سوترا Yoga) Sutra) توسط حکیم و یوگی نامدار هند، «پاتانجلی»، گردآوری و تدوین شد. به همین دلیل این دوران را به نام دوره پاتانجلی یا دوره یوگای هشت مرحله‌ای نیز می‌شناسند. یکی از مهم‌ترین دستاوردهای این دوران طبقه‌بندی راه عملی یوگا به هشت مرحله است:
1. یاما (Yama)
2. نیاما (Nyama)
3. آسانا (Asana)
4. پرانایاما (Pranayama)
5. پراتیاهارا (Pratyahara)
6. دارانا (Dharana)
7. دیانا (Dhyana)
8. سامادی (Samadhi)

### دوران بعد از کلاسیک (۱۰۰۰ تا ۱۷۵۰ میلادی)
در این دوران یوگی‌ها سعی در ارتباط بیشتر با مردم دارند و در نتیجه آموزه‌های خود را نیز قابل فهم تر ارائه کرده‌اند. از مهم‌ترین متون در این دوران می‌توان به هاتا یوگا پرادی پیکا (Hatha Yoga Pradipika)، گراند سامهیتا (Ghrand Samhita)، شیوا سامهیتا (Shiva Samhita) اشاره کرد. در این عصر تعالیم عملی تر و قابل فهم تری مثل «هاتا یوگا» گسترش یافت و به موازات آن گروه‌ها و سنت‌های گوناگون آموزش این روش‌ها مانند سنت نات (Nath) نیز مورد توجه قرار گرفتند.

### دوران جدید (از ۱۷۵۰ میلادی تا کنون)
در اینجا اشاره به دوره حکومت بریتانیای کبیر بر شبه قاره هند ضروری به نظر می‌رسد. چرا که انگلیسی‌ها به ویژه کمپانی هند شرقی مایل به توسعهٔ آموزش‌های سنتی معلمین و گوروهای هندی نبود؛ ولی سرانجام در سال ۱۸۹۳ با سخنرانی سوامی ویوکاناندا (Sw. Vive Kananda) و متعاقب آن ورود سوامی یوگاناندا (Sw. Yogananda) در سال ۱۹۲۰ به آمریکا، یوگا وارد مرحلهٔ امروزین خود شد، یعنی گسترش بیش از حد آن به کمک وسایل ارتباط جمعی، یافتن مبانی علمی برای تمرینات یوگا، استفاده قاعده‌مند از فنون یوگا بر اساس نگرش‌های علمی و سرانجام عوامزدگی و فراموش کردن پیام و اهداف اصلی دانش یوگا.